# Homlokréses legyek
A homlokréses legyek (Schizophora) a valódi légyalakúak (Muscomorpha)alrendágának egyik csoportja 78 családdal — a másik értelemszerűen a homlokrés nélküli legyeké (Aschiza).
Kikelni készülő imágójuk szövetnedvével egy hártyás hólyagot pumpál fel bábbőrből fején, a csápok felett, és ezzel repeszti meg kör alakban a bábbőrt. Kikelés után a hólyag visszahúzódik a fejbe. A helyén maradó, ív alakú varrat a  valódilégy-alakúak (Muscomorpha) közös jellegzetessége.

## Rendszertani felosztásuk
A csoportot két alcsoportra bontják:
1. Torpikkely nélküliek (Acalyptrata) 11 öregcsaláddal:
- Tetűlegyek öregcsaládja (Carnoidea) 8 családdal:
  - Australimyzidae
  - Méhtetűfélék Braulidae
  - Canacidae,
  - Madártetűlégyfélék (Carnidae)
  - Gabonalégyfélék (Chloropidae)
  - Cryptochetidae
  - Pákosztos legyek (Milichiidae)
  - Szikilégyfélék (Tethinidae)

- Fejeslegyek öregcsaládja (Conopoidea) egyetlen családdal:
  - Fejeslégyfélék (Conopidae)

- Harmatlegyek öregcsaládja (Drosophiloidea) 4 családdal:
  - Curtonotidae
  - Szuroklegyek (Camillidae)
  - Harmatlégyfélék (muslicafélék, Drosophilidae)
  - Turjánlegyek (Diastatidae)

- Vízilegyek öregcsaládja (Ephydroidea) egyetlen családdal:
  - Vízilégyfélék (Ephydridae)

- Sphaeroceroidea öregcsalád 4 családdal:
  - Kéneslégyfélék (Chyromyidae)
  - Heleomyzidae
  - Nannodastiidae
  - Trágyalegyek (Sphaeroceridae)

- Lauxanioidea öregcsalád 4 családdal:
  - Bödelégyfélék (Celyphidae)
  - Pajzstetűlégyfélék (Chamaemyiidae)
  - Szélesfejűlégy-félék (Eurychoromyiidae)
  - Pudvalégyfélék (Lauxaniidae)

- Micropezoidea öregcsalád 4 családdal:
  - Cypselosomatidae
  - Gólyalegyek (Micropezidae)
  - Kaktuszlégyfélék (Neriidae)
  - Pseudopomyzidae

- Nothyboidea öregcsalád 7 családdal:
  - Zsengelegyek (Tanypezidae)
  - Somatiidae
  - Csupaszlégyfélék (Psilidae)
  - Nyelesszeműlégy-félék (Diopsidae)
  - Syringogastridae
  - Gobryidae
  - Keleti legyek (Megamerinidae)

- Földilegyek öregcsaládja (Opomyzoidea) 16 öregcsaláddal
  - Acartophthalmidae
  - Aknázólégyfélék (Agromyzidae)
  - Tüskéscombúlégy-félék (Anthomyzidae)
  - Törékeny legyek (Asteiidae)
  - Nektárlégyfélék (Aulacigastridae)
  - Fatönklégyfélék (Clusiidae)
  - Fergusoninidae
  - Neminidae
  - Neurochaetidae
  - Taplólégyfélék (Odiniidae)
  - Földilégyfélék (Opomyzidae)
  - Marginidae
  - Mézgalegyek (Periscelididae)
  - Teratomyzidae
  - Xenasteiidae

- Szarvaslegyek öregcsaládja (Sciomyzoidea) 9 családdal:
  - Hosszúszárnyyú legyek (Dryomyzidae)
  - Helcomyzidae
  - Helosciomyzidae
  - Huttoninidae
  - Phaeomyiidae
  - Ropalomeridae
  - Szarvaslégyfélék (Sciomyzidae)
  - Billegetőlégyfélék (Sepsidae)

- Fúrólegyek öregcsaládja (Tephritoidea) 10 családdal:
  - Ctenostylidae
  - Szuronyoslégyfélék (Lonchaeidae)
  - Rámáslégyfélék (Pallopteridae)
  - Sajtlégyfélék (Piophilidae)
  - Laposfejű légyfélék (Platystomatidae)
  - Pajorrontó legyek (Pyrgotidae)
  - Richardiidae
  - Tachiniscidae
  - Fúrólégyfélék (Tephritidae)
  - Foltosszárnyú légyfélék (Ulidiidae)

2. Torpikkelyesek alcsoportja (Calyptratae) 35 családdal:
- Kullancslegyek öregcsaládja (Hippoboscoidea) 5 családdal:
  - Kullancslégyfélék (Hippoboscidae)
  - Cecelégyfélék (Glossinidae)
  - Mormotomyiidae
  - Denevérlégyfélék (Nycteribiidae)
  - Denevércsimbefélék (Streblidae)

- Igazi legyek öregcsaládja (Muscoidea) 4 családdal
  - Viráglégyfélék (Anthomyiidae)
  - Árnyékszéklegyek (Fanniidae)
  - Igazi légyfélék (Muscidae)
  - Trágyalégyfélék (Scatophagidae)

- Bagócsok öregcsaládja (Oestroidea) 5 családdal
  - Fémeslégyfélék (Calliphoridae)
  - Bagócslegyek (bagócsfélék, Oestridae)
    - Igazi bagócsfélék (Oestrinae)
    - Gyomorbagócsfélék (Gasterophilinae) — egyes felosztásokban[1] önálló család (Gasterophilidae)

- - Ászkalégyfélék (Rhinophoridae)
  - Húslégyfélék (Sarcophagidae)
  - Fürkészlégyfélék (Tachinidae)